# Henri Pailler
Pour les articles homonymes, voir Pailler.
Pierre Henri Gabriel Pailler né le 3 juin 1876 à Poitiers (Vienne) et mort le 20 janvier 1954 à Triel-sur-Seine (Yvelines) est un peintre français.

## Biographie
Henri Pailler est un peintre d'histoire et un paysagiste. Il est l'élève du peintre Léon Bonnat à l'École des beaux-arts de Paris et est rattaché à l'école de Crozant.

## Œuvres dans les collections publiques
- Dijon, musée des Beaux-Arts[1] :
- -La neige à Crozant, 1901, huile sur toile.

- Poitiers, musée Sainte-Croix[2] :
- -Vieux Pont de Rochereuil, 1896, huile sur toile.
- -Angles-sur-l'Anglin sous la pluie, 1897, huile sur toile.
- -Portrait d'Alexandre Nicoulaux, vers 1900, huile sur toile.
- -Matinée de janvier au Moulin Bouchardon, 1904, huiles sur toile.
- -L'église Notre-Dame, Poitiers ou Poitiers, vue de Notre-Dame-la-Grande, 1907, huile sur toile.
- -Le Moulin de Chasseigne, Poitiers, vers 1910, huile sur toile.
- -La route de Paris, le matin en janvier ou Matinée ensoleillée sur la route de Paris, vers 1910, huiles sur toile.
- -Brouillard sur la Creuse ou Matinée brumeuse et pluvieuse sur la vallée de la Cédelle près de Crozant, vers 1910, huile sur toile.
- -Matinée ensoleillée d'été sur les rochers et les bruyères de la Cédelle, vers 1910, huile sur toile.
- -Notre-Dame-la-Grande, 1925, huile sur toile.
- Roubaix, La Piscine[3] :
- -Vue de la vallée de la Creuse, huile sur toile.
- -Paysage : vue de la Creuse à Crozant, huile sur toile.
- -Paysage : vue de la Creuse à Crozant, huile sur toile.